# Un pari de dingues
Pour plus de détails, voir Fiche technique et Distribution.
Un pari de dingues (Sballato, gasato, completamente fuso) est une comédie italienne réalisée par Steno et sortie en 1982.

## Synopsis
Patrizia, journaliste pour un hebdomadaire romain, est fatiguée de ne pas être tenue en bonne estime par son rédacteur en chef Eugenio Zafferi. Elle décide alors de lancer un défi à son patron afin d'obtenir un travail digne de son talent : si elle parvient à écrire un article digne de la première page, elle sera promue, sinon elle devra lui céder ses charmes tentateurs pour une nuit. Zafferi accepte le défi et, sur les conseils de la rédactrice en chef chevronnée Orietta Fallani, confie à Patrizia une enquête sur les fantasmes érotiques des Italiens. Pour compliquer les choses, Duccio, un chauffeur de taxi d'origine méridionale, a des vues sur la belle journaliste. 

## Fiche technique
- Titre français : Un pari de dingues[1]
- Titre original italien : Sballato, gasato, completamente fuso[2],[3]
- Réalisateur : Steno
- Scénario : Steno, Cesare Frugoni, Enrico Vanzina
- Photographie : Luigi Kuveiller
- Montage : Raimondo Crociani
- Musique : Detto Mariano
- Décors : Giuseppe Mangano (it)
- Costumes : Silvio Laurenzi
- Production : Pio Angeletti (it), Adriano De Micheli
- Sociétés de production : International Dean Film
- Société de distribution : Titanus (Italie)
- Pays de production : Italie
- Langue originale : italien
- Format : Couleur
- Durée : 96 minutes
- Genre : comédie
- Dates de sortie :
  - Italie : 1er avril 1982
  - France : 31 octobre 2022 (Vidéo à la demande)

## Distribution
- Edwige Fenech : Patrizia Reda
- Diego Abatantuono : Duccio Tricarico
- Enrico Maria Salerno : Eugenio Zafferi
- Liù Bosisio : Orietta Fallani
- Mauro Di Francesco : Pippo
- Cinzia De Ponti : Cinzia Zafferi
- Ivana Milan : Claudia Zafferi
- Giorgio Giuliani : Giorgetti
- Sandro Ghiani : le gardien du zoo
- Plinio Fernando : la femme du concierge
- Ennio Antonelli : le marchand de légumes
- Franco Bracardi : le médecin rendant visite à Patrizia
- Peter Berling : le réalisateur Brian De Pino
- Martufello : le voleur
- Dino Cassio : l'agent de police
- Pietro Zardini : le prêtre sur l'ambulance
- Alfredo Adami : le patient dans l'ambulance
- Stefano Gragnani
- Maria Rosaria Spadola
- Hannibal Rocco